# Eria apertiflora
Eria apertiflora är en orkidéart som beskrevs av Victor Samuel Summerhayes. Eria apertiflora ingår i släktet Eria och familjen orkidéer. Inga underarter finns listade i Catalogue of Life.